# Elezione del Presidente del Senato del 2022
L'elezione del presidente del Senato della Repubblica del 2022 per la XIX legislatura della Repubblica Italiana si è svolta il 13 ottobre.
La presidente uscente è Maria Elisabetta Alberti Casellati, mentre il Presidente provvisorio è la senatrice a vita Liliana Segre, in assenza del Presidente emerito della Repubblica Italiana Giorgio Napolitano.

## Elezione
Le elezioni del 25 settembre 2022 hanno visto l'ottenimento della maggioranza assoluta sia alla Camera dei deputati (237 seggi su 400) che al Senato (115 su 206) da parte della coalizione di centro-destra.. Gli accordi interni al centro-destra prevedevano che la presidenza del Senato sarebbe stata assegnata a Ignazio La Russa, esponente di Fratelli d'Italia, oppure a Roberto Calderoli, esponente della Lega per Salvini Premier.
Il 12 ottobre il Partito Democratico, non essendo stato coinvolto dal centro-destra negli accordi sulla presidenza delle Camere, ha annunciato che avrebbe votato scheda bianca. In seguito anche tutti gli altri partiti di opposizione decidono di votare scheda bianca.
Il 13 ottobre, poco prima della seduta inaugurale della XIX legislatura, Calderoli ritira la propria candidatura. A causa delle tensioni per la formazione del futuro governo (in particolare per il veto posto da Giorgia Meloni sulla possibile assegnazione di un ministero a Licia Ronzulli), tutti i senatori forzisti, con l'eccezione di Silvio Berlusconi e della presidente uscente Maria Elisabetta Alberti Casellati, decidono di astenersi, uscendo dall'aula al momento del voto.
Al primo scrutinio, Ignazio La Russa riesce comunque ad essere eletto presidente dell’Assemblea. Risultano determinanti i voti di franchi tiratori presenti all'interno delle forze politiche estranee al centro-destra.

## Dettaglio dell'elezione

### Preferenze per Ignazio La Russa
| Scrutinio | Voti | Percentuale |
| --------- | ---- | ----------- |
| I         | 116  | 56,31%      |

## 13 ottobre 2022

### I scrutinio
Per la nomina è richiesta la maggioranza assoluta dei componenti.
| Dati votazione | Dati votazione |  | Nome              | Nome | Voti |
| -------------- | -------------- |  | ----------------- | ---- | ---- |
| Presenti       | 187            |  | Ignazio La Russa  | 116  |      |
| Votanti        | 186            |  | Liliana Segre     | 2    |      |
| Astenuti       | 1              |  | Roberto Calderoli | 2    |      |
| Maggioranza    | 104            |  | Schede bianche    | 66   |      |

Usciti dall'aula al momento del voto: 16 senatori di Forza Italia (Alberto Barachini, Anna Maria Bernini, Stefania Craxi, Dario Damiani, Claudio Fazzone, Maurizio Gasparri, Claudio Lotito, Gianfranco Micciché, Mario Occhiuto, Adriano Paroli, Licia Ronzulli, Roberto Rossi, Francesco Silvestri, Francesco Paolo Sisto, Pierantonio Zanettin e Paolo Zangrillo)
Assenti: la senatrice di AVS Ilaria Cucchi e i senatori a vita Giorgio Napolitano e Renzo Piano
Risulta eletto: Ignazio La Russa (FdI), diventando il primo esponente del suo partito a ricoprire la seconda carica dello Stato.

Risultati I Scrutinio: Ignazio La Russa (116); Liliana Segre (2); Roberto Calderoli (2) — Schede bianche (66); Astenuti (1); Assenti (19).